# Zachvatkinibates epiphytos
Zachvatkinibates epiphytos är en kvalsterart som beskrevs av Behan-Pelletier, Eamer och Clayton 200. Zachvatkinibates epiphytos ingår i släktet Zachvatkinibates och familjen Punctoribatidae. Inga underarter finns listade i Catalogue of Life.